# Бенидорм
Бенидо́рм (исп. Benidorm [beniˈðor], кат. Benidorm [beniˈðɔɾm]) — город и муниципалитет в Испании, входит в провинцию Аликанте в составе автономного сообщества Валенсия. Муниципалитет находится в составе района (комарки) Марина-Баха. Занимает площадь 38,51 км². Население — 72 342 человек (на 2023 год).
Крупный центр туризма, который начал развиваться в 1960-е годы.
Бенидорм находится на берегу двух песчаных пляжей (Playa de Levante и Playa de Poniente).
Главное место дневных и вечерних прогулок в Бенидорме — набережная общей протяжённостью примерно в 6 км: калейдоскоп самых разнообразных ресторанов, кафе, баров, предлагающих традиционные блюда практически любой кухни мира. В Бенидорме находятся более ста отелей, большинство которых окаймляют пляжную полосу города. Вечерний Бенидорм — центр развлечений всего побережья Коста-Бланка.
Настоящим украшением Коста-Бланки является находящийся рядом с Бенидормом крупнейший парк развлечений и отдыха — Terra Mitica, искусно выполненный в оригинальном стиле по мотивам древних цивилизаций Средиземноморья. Здесь ждут посетителей водные аттракционы, в том числе, аквапарк Акваландия и парк морских животных Мундомар, захватывающие дух механические аттракционы и всевозможного рода горки.
20 августа 2011 года в Бенидорме стартовала 66-я многодневная велогонка Вуэльта.
Несмотря на достаточно скромные размеры и население, город славится своими небоскрёбами: 8 из 20 высочайших небоскрёбов страны находятся именно в Бенидорме. Также, Бенидорм это город с самым большим количеством небоскрёбов на квадратный метр

## Фотографии

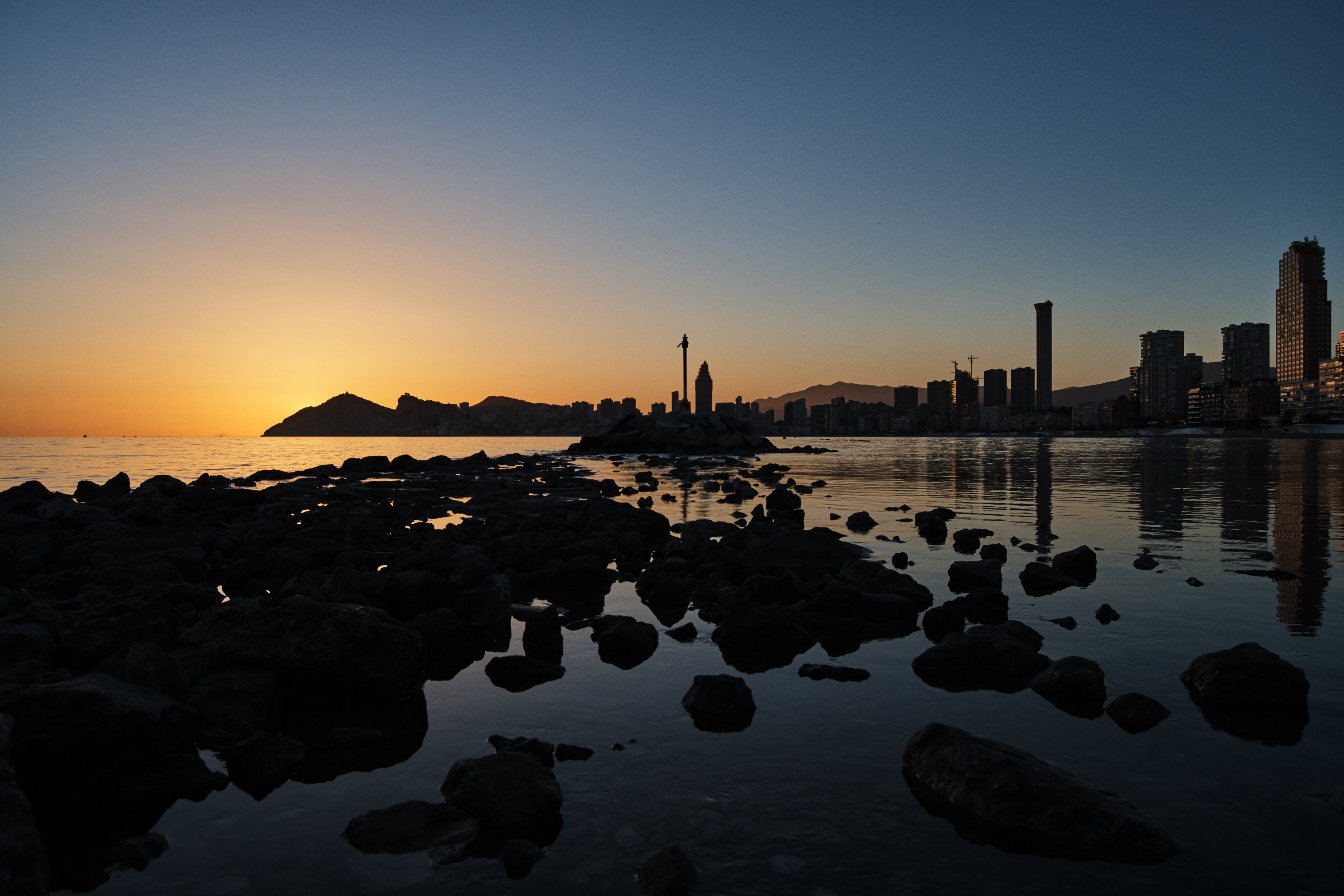
Закат над городом Бенидорм
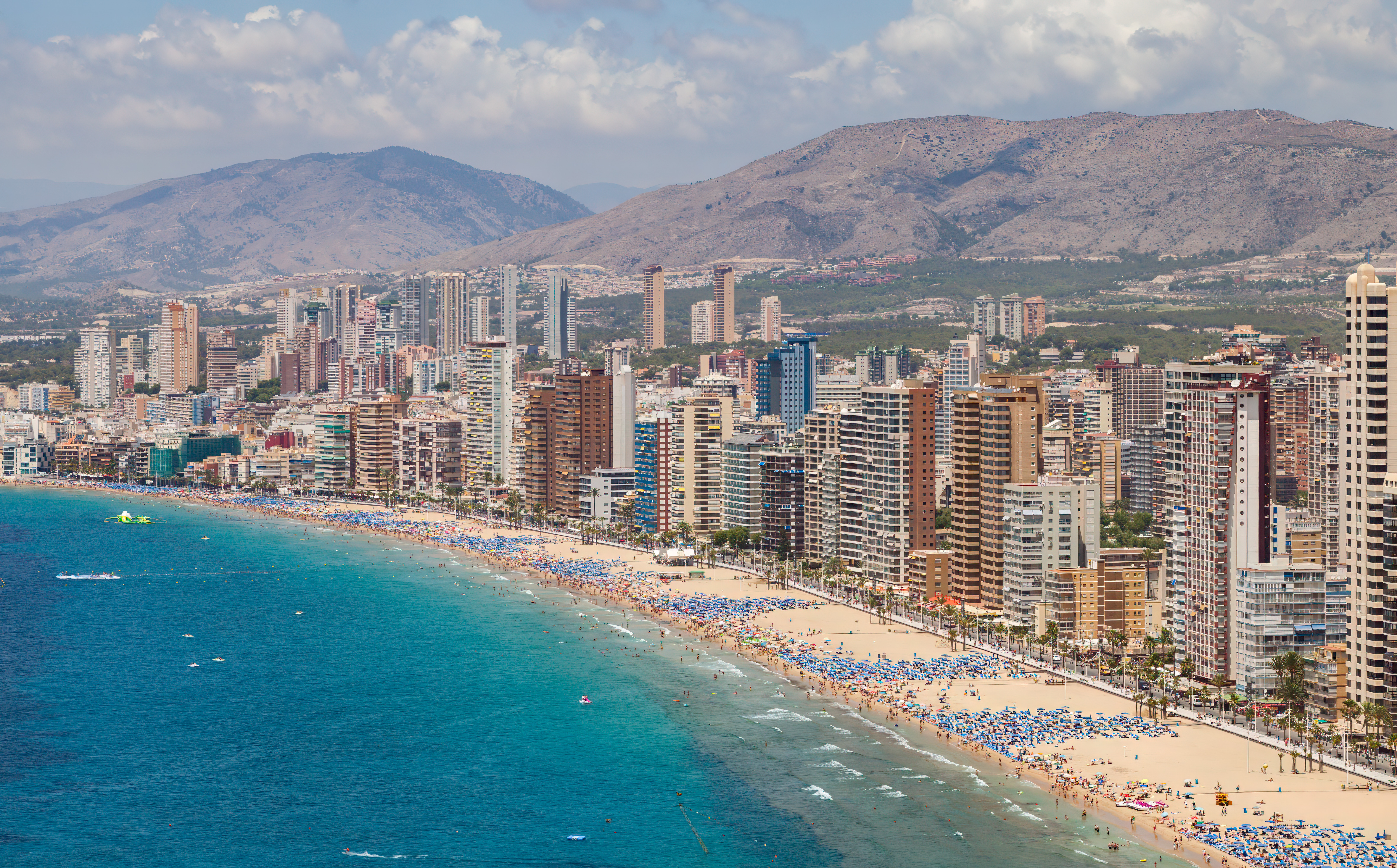
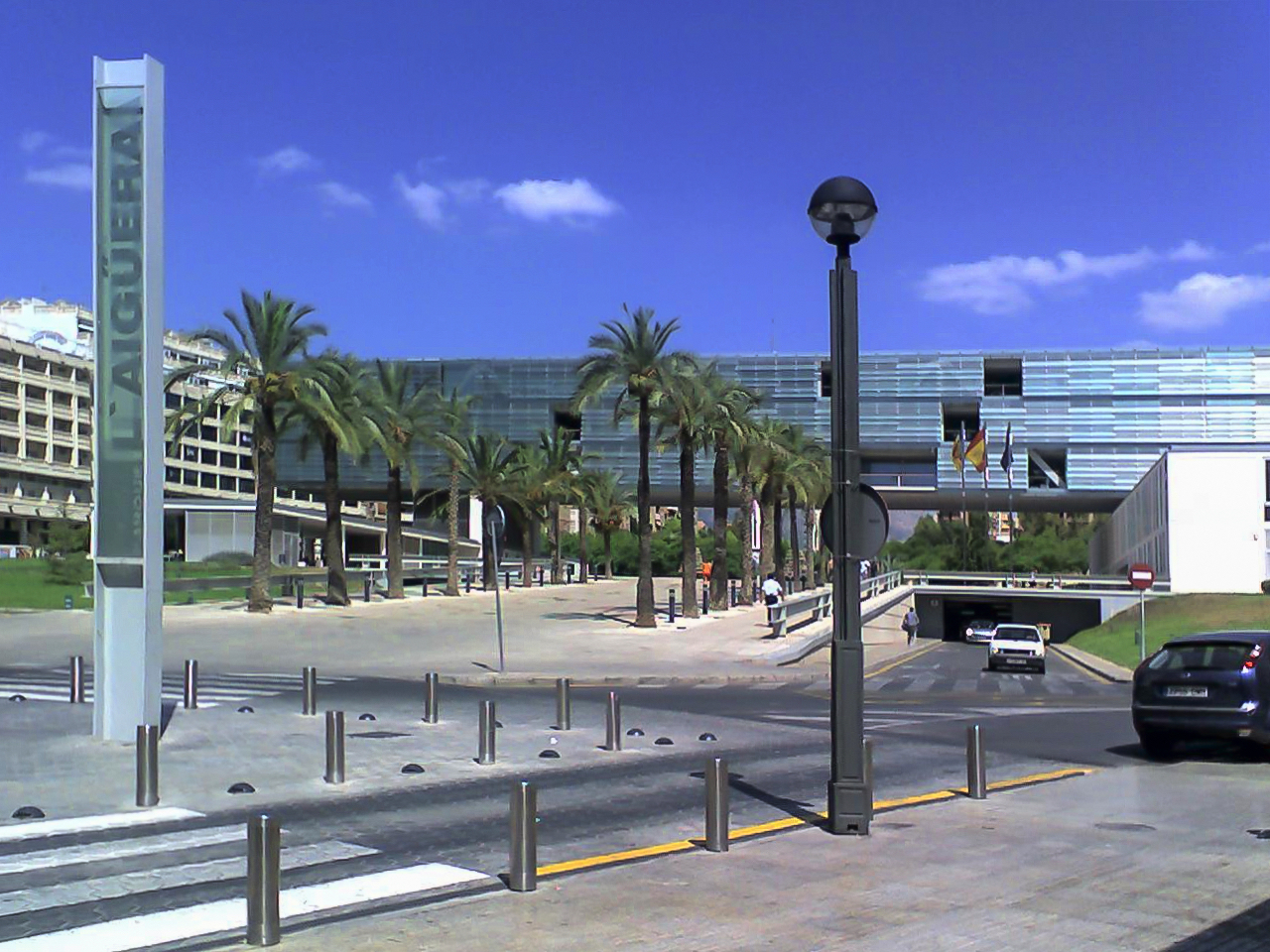

## Население
| Год  | Численность | Численность   |
| ---- | ----------- | ------------- |
| 2001 | 57 227      | [ 2 ]         |
| 2002 | 61 352      | [ 3 ]         |
| 2003 | 64 267      | [ 4 ]         |
| 2004 | 64 956      | [ 5 ]         |
| 2005 | 67 492      | [ 6 ]         |
| 2006 | 67 627      | [ 7 ]         |
| 2007 | 69 058      | [ 8 ]         |
| 2008 | 70 280      | [ 9 ]         |
| 2009 | 71 034      | [ 10 ]        |
| 2010 | 71 198      | [ 11 ]        |
| 2011 | 72 062      | [ 12 ]        |
| 2012 | 72 991      | [ 13 ]        |
| 2013 | 73 768      | [ 14 ]        |
| 2014 | 69 010      | [ 15 ]        |
| 2015 | 69 045      | [ 16 ]        |
| 2016 | 66 642      | [ 17 ]        |
| 2017 | 66 831      | [ 18 ]        |
| 2018 | 67 558      | [ 19 ] [ 20 ] |
| 2019 | 68 721      | [ 21 ]        |
| 2020 | 70 450      | [ 22 ]        |
| 2021 | 69 118      | [ 23 ]        |
| 2022 | 69 738      | [ 24 ]        |
| 2023 | 72 342      | [ 25 ]        |
| 2024 | 74 663      | [ 1 ]         |